# Paraje Trigo Tenco
Paraje Trigo Tenco är en ort i Mexiko, tillhörande kommunen Tultepec i delstaten Mexiko. Paraje Trigo Tenco ligger i den centrala delen av landet och tillhör Mexico Citys storstadsområde. Orten hade 546 invånare vid folkräkningen 2010.